# Євроопт
«Євроопт» (біл. Еўрагандаль, Еўраопт) — білоруська приватна мережа продовольчих магазинів. Станом на кінець 2019 є найбільшою в країні за кількістю продовольчих магазинів торговою мережею (близько 1000).

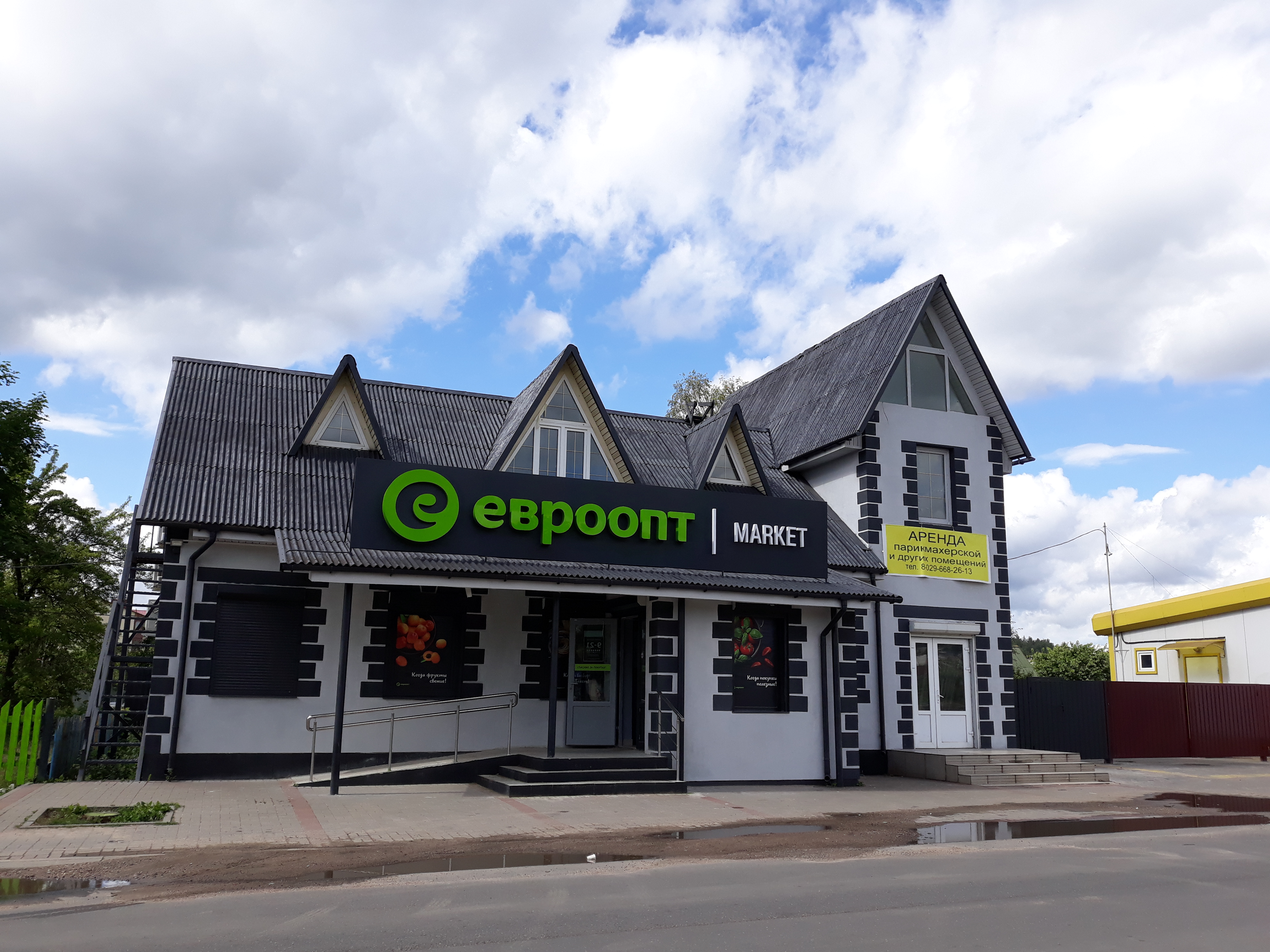
Магазин Євроопт в Колодищі

Компанія заснована в 1993 році; в 1997 році був відкритий торговий комплекс «Євроопт» в Мінську (вулиця Казинца, 52А).
В середині 2003 року Комітет державного контролю пред'явив заочне звинувачення засновникам і власникам мережі Сергію Литвину і Володимиру Василько в створенні та управлінні транснаціональної злочинної організацією, яка здійснила ряд економічних злочинів. 10 жовтня 2003 року в Варшаві на прохання білоруської сторони вони були затримані; але в екстрадиції було відмовлено.
У червні 2012 року компанія придбала Міжнародний резервний банк зі статутним фондом 22,7 млрд білоруських руб. ($ 2,7 млн).
У 2015 році ЗАТ «Добронь» передала свої магазини в суборенду ТОВ «Євроопт».

## Нагороди
- 27 січня 2012 року мережа магазинів «Євроопт була визнана «Брендом року 2011» у номінації «Роздрібні мережі та центри».
- За результатами 2011 року компанія «Євротрейд» була визнана найкращою в номінації «Створення нових робочих місць».
- 5 грудня 2012 року мережа магазинів «Євроопт» була визнана роздрібною мережею магазинів № 1 2012 року.